# Ля мажор
Ля мажор (англ. A major, нім. A-Dur) — мажорна тональність, тонікою якої є звук ля. Гама ля-мажор містить звуки: 
 ля - сі - до♯ - ре - мі - фа♯- соль♯
 A - B - C♯ - D - E - F♯ - G♯.
 Паралельна тональність фа-дієз мінор, однойменний мінор — ля мінор. Ля мажор має три дієзи біля ключа (фа-, до-, соль-).

## Найвідоміші твори, написані в цій тональності
- Й. С. Бах — прелюдія і фуга з 1-го та 2-го зошитів ДТК
- Л. Бетховен — Симфонія № 7, «Крейцерова» соната
- Ф. Шуберт — квінтет «Форель»
- Ф. Мендельсон — Симфонія № 4
- Б. Лятошинський - Симфонія №1
- Д. Д. Шостакович — симфонія № 15